# Hydra (album)
Hydra je drugi album sastava Toto. Nakon uspješnog prvog albuma, ovaj album nije bio toliko uspješan. Poznati hit albuma Hydra je 99, napisao ju je David Paich, a otpjevao Steve Lukather.

## Popis pjesama
1. "Hydra"(David Hungate/Bobby Kimball/Steve Lukather/David Paich/Steve Porcaro/Jeff Porcaro) – 7:31
2. "St. George And The Dragon" (David Paich, Bobby Kimball)– 4:45
3. "99" (Steve Lukather)– 5:16
4. "Loraine" (David Paich)– 4:46
5. "All Us Boys" (David Paich)– 5:14
6. "Mama" (David Paich/Bobby Kimball) – 5:14
7. "White Sister"(David Paich/Bobby Kimball) – 5:39
8. "A Secret Love"(David Paich/Bobby Kimball/Steve Porcaro) – 3:07